# U-45 (1938)
| U-45                                                                                       | U-45 | U-45 |
| ------------------------------------------------------------------------------------------ | --- | --- |
|                                                                                            | | |
|                                                                                            | | |
| U-45 на ходових випробуваннях у 1938 році                                                  | | |
| Під прапором                                                                               | Третій рейх | Третій рейх |
| Спуск на воду                                                                              | 27 квітня 1938 року | 27 квітня 1938 року |
| Виведений зі складу флоту                                                                  | 14 жовтня 1939 року | 14 жовтня 1939 року |
| Сучасний статус                                                                            | затоплений | затоплений |
| Проєкт                                                                                     | | |
| Тип ПЧ                                                                                     | Дизельний підводний човен | Дизельний підводний човен |
| Вартість                                                                                   | 4 439 000 ℛℳ | 4 439 000 ℛℳ |
| Основні характеристики                                                                     | | |
| Швидкість (надводна)                                                                       | 17,9 вузла | 17,9 вузла |
| Швидкість (підводна)                                                                       | 8 вузлів | 8 вузлів |
| Робоча глибина занурення                                                                   | 100 м | 100 м |
| Гранична глибина занурення                                                                 | 220 м | 220 м |
| Автономність плавання                                                                      | 8500 миль (15 700 км) на швидкості 10 вузлів (18,6 км/год) (надводна) 80 миль (150 км) на швидкості 4 вузли (7,4 км/год) (підводна) | 8500 миль (15 700 км) на швидкості 10 вузлів (18,6 км/год) (надводна) 80 миль (150 км) на швидкості 4 вузли (7,4 км/год) (підводна) |
| Екіпаж                                                                                     | 44—60 осіб | 44—60 осіб |
| Розміри                                                                                    | | |
| Довжина найбільша (по КВЛ)                                                                 | 67,1 м | 67,1 м |
| Ширина корпусу найб.                                                                       | 6,2 м | 6,2 м |
| Висота                                                                                     | 9,6 м | 9,6 м |
| Середня осадка (по КВЛ)                                                                    | 4,74 м | 4,74 м |
| Водотоннажність надводна                                                                   | 769 т | 769 т |
| Силова установка                                                                           | | |
| дизель-електрична; 2 дизельних двигуни Germaniawerft F46, 2 електродвигуни BBC GG UB 720/8 | | |
| Гвинти                                                                                     | 2 | 2 |
| Потужність                                                                                 | 2 × 2800 к.с. (дизелі) 2 × 750 к.с. (електродвигуни)                                                                                | 2 × 2800 к.с. (дизелі) 2 × 750 к.с. (електродвигуни)                                                                                |
| Озброєння                                                                                  | | |
| Артилерія                                                                                  | 1 × 88-мм палубна гармата SK C/35                                                                                                   | 1 × 88-мм палубна гармата SK C/35                                                                                                   |
| Торпедно- мінне озброєння                                                                  | 4 носових і один кормовий ТА 14 торпед або 26 мін TMA                                                                               | 4 носових і один кормовий ТА 14 торпед або 26 мін TMA                                                                               |
| ППО                                                                                        | 1 × 37-мм зенітна гармата Flak M42 2 × 20-мм зенітні гармати FlaK 30                                                                | 1 × 37-мм зенітна гармата Flak M42 2 × 20-мм зенітні гармати FlaK 30                                                                |

U-45 — німецький підводний човен типу VIIB, часів  Другої світової війни.
Замовлення на будівництво човна було віддане 21 листопада 1936 року. Човен був закладений на верфі «F. Krupp Germaniawerft AG» у місті Кіль 23 лютого 1937 року під заводським номером 580, спущений на воду 27 квітня 1938 року, 25 червня 1938 року під командуванням капітан-лейтенанта Александера Гелара увійшов до складу 7-ї флотилії.
За час служби човен зробив 2 бойові походи, в яких потопив 2 (загальна водотоннажність 19313 брт) судна.
Потоплений 14 жовтня 1939 року у Північній Атлантиці південно-західніше Ірландії (50°58′ пн. ш. 12°57′ зх. д. / 50.967° пн. ш. 12.950° зх. д.) глибинними бомбами британських есмінців «Інглфілд», «Айвенго», «Інтрепід» та «Ікарус». Всі 38 членів екіпажу загинули.

## Потоплені та пошкоджені кораблі[3]
| Назва    | Тип            | Належність      | Дата           | Тоннаж (БРТ) | Вантаж             | Статус    | Місце                                                       |
| Lochavon | вантажне судно | Велика Британія | 14 жовтня 1939 | 9 205        | Генеральні вантажі | потоплено | 50°25′ пн. ш. 13°10′ зх. д. / 50.417° пн. ш. 13.167° зх. д. |
| Bretange | вантажне судно | Франція         | 14 жовтня 1939 | 10 108       | Генеральні вантажі | потоплено | 50°20′ пн. ш. 12°45′ зх. д. / 50.333° пн. ш. 12.750° зх. д. |